# アンハルト＝ベルンブルク

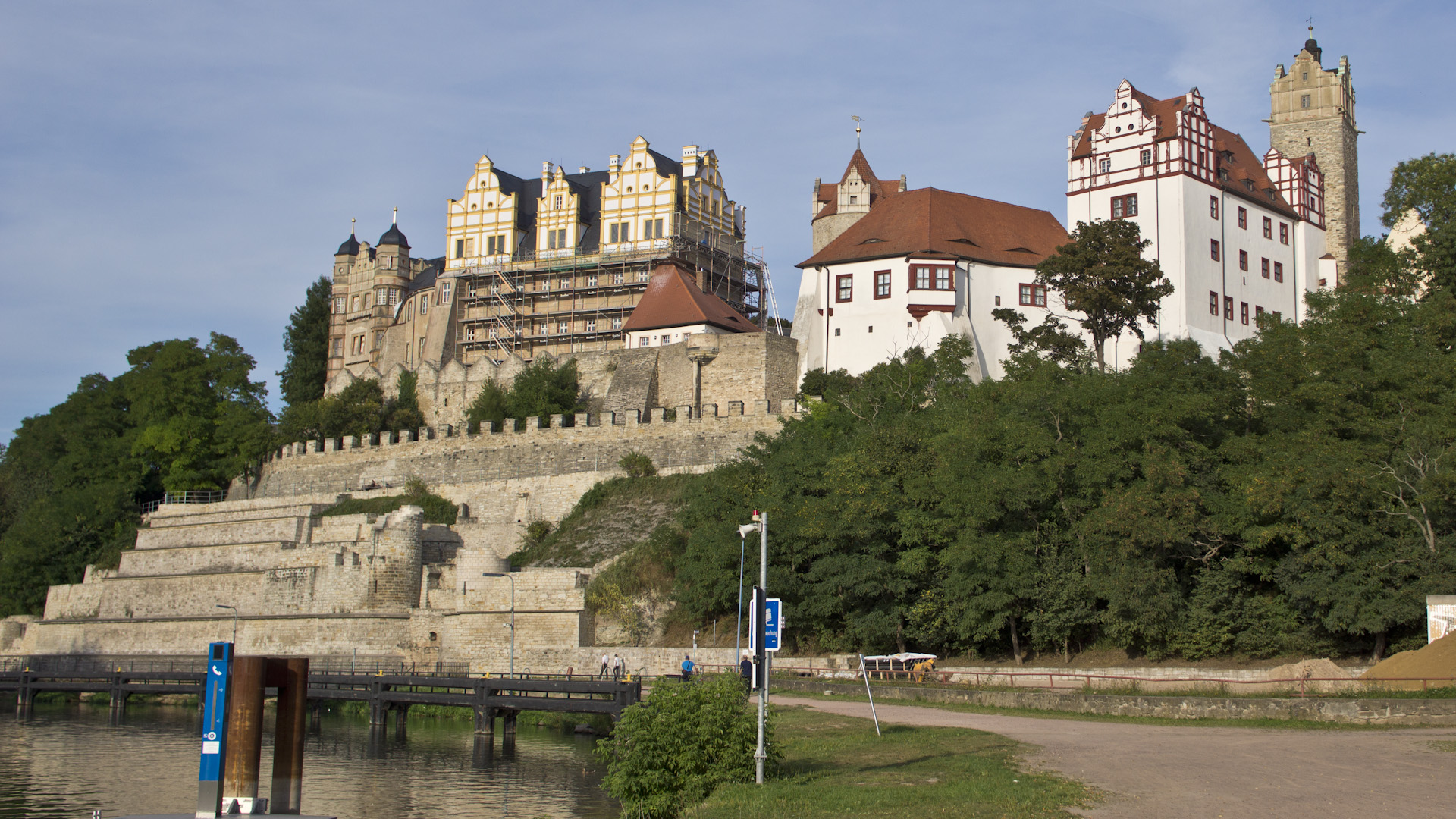
べルンブルク城

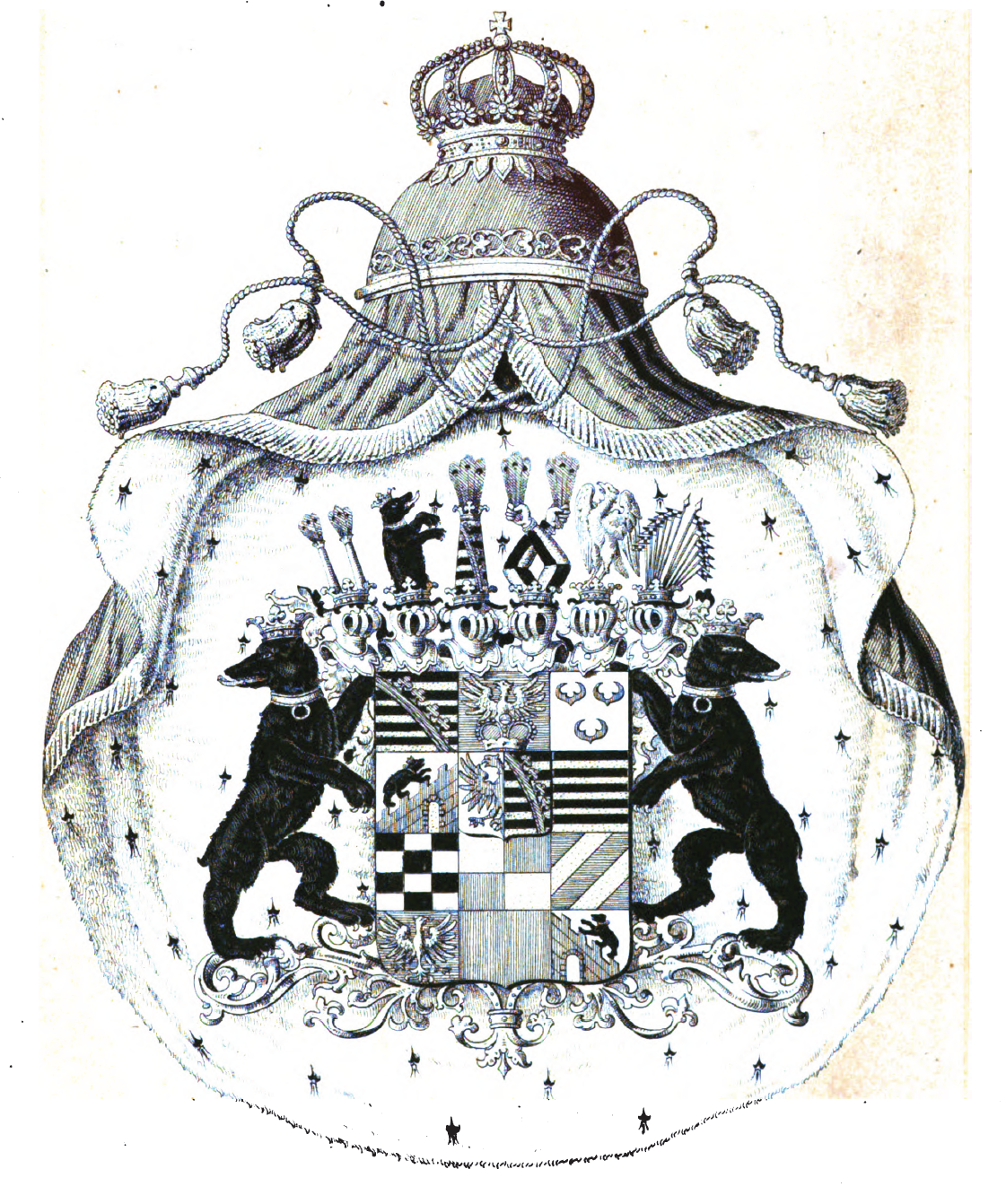
アンハルト＝ベルンブルク侯爵家の紋章

アンハルト＝ベルンブルク侯領
Fürstentum (Herzogtum) Anhalt-Bernburg (ドイツ語)

アンハルト＝ベルンブルク（緑色）

アンハルト＝ベルンブルク侯国（独: Fürstentum Anhalt-Bernburg）は、神聖ローマ帝国、ライン連邦およびドイツ連邦に属した領邦の一つ。1252年から1468年まで、また1603年から1863年まで存続した。1863年、統合されたアンハルト公国の一部に組み込まれた。アスカーニエン家の成員が代々の統治者であった。首都はベルンブルクに置かれていた。

## 歴史
アンハルト＝ベルンブルク侯領は、1252年のアンハルト侯領の分割相続に際して創設されたが、1468年に侯爵家の男系が絶えると、その所領は本家筋にあたるアンハルト＝ツェルプスト侯爵家に回収された。1603年、アンハルト侯家では再び大規模な分割相続が行われ、所領はアンハルト＝デッサウ、アンハルト＝ベルンブルク、アンハルト＝プレッツカウ、アンハルト＝ツェルプストに分裂した。
アンハルト＝ベルンブルク侯領からは1635年、アンハルト＝ハルツゲローデ侯領（Anhalt-Harzgerode）が分立したが、1709年には統合されている。1718年にはアンハルト＝ベルンブルク＝シャウムブルク＝ホイム侯領が分かれたが、アンハルト＝ベルンブルク侯爵家はホイム侯爵家に所領を分与したものの、宗主（Landeshoheit）としての地位を保った。ベルンブルク侯領は1806年にライン連邦に加盟し、1812年には公国（Herzogtum）に昇格した。1815年からはドイツ連邦の構成国に名を連ね、1847年には相続人の絶えたアンハルト＝ケーテン公国（旧アンハルト＝プレッツカウ侯領）の領土を併合した。
1863年にアンハルト＝ベルンブルク公爵家が断絶すると、その所領は本家筋のアンハルト＝デッサウ公爵家に相続され、同家はレオポルト4世のもと、デッサウを首都とする統合されたアンハルト公国を創設した。

## 歴代領主

### 侯爵（Fürst, 1252年 - 1468年）
- ベルンハルト1世（1252年 - 1287年）
- ヨハン1世（1287年 - 1291年）
  - ベルンハルト2世（1287年 - 1323年） - 共同摂政
- ベルンハルト3世（1323年 - 1348年）
- ベルンハルト4世（1348年 - 1354年）
- ハインリヒ4世（1354年 - 1374年）
- オットー3世（1374年 - 1404年）
- ベルンハルト5世（1404年 - 1420年）
  - オットー4世（1404年 - 1415年） - 共同摂政
- ベルンハルト6世（1420年 - 1468年）

1468年にアンハルト＝デッサウに統合

### 侯爵（Fürst, 1603年 - 1803年）
- クリスティアン1世（1603年 - 1630年）
- クリスティアン2世（1630年 - 1656年）
- ヴィクトル1世アマデウス（1656年 - 1718年）
- カール・フリードリヒ（1718年 - 1721年）
- ヴィクトル2世フリードリヒ（1721年 - 1765年）
- フリードリヒ・アルブレヒト（1765年 - 1796年）
- アレクシウス・フリードリヒ・クリスティアン（1796年 - 1803年）

### 公爵（1803年 - 1863年）
- アレクシウス・フリードリヒ・クリスティアン（1803年 - 1834年）
- アレクサンダー・カール（1834年 - 1863年）

1863年にアンハルト公国に統合